# La musica (tableau)
La musica est un tableau peint par Luigi Russolo en 1911.

## Contexte, description, analyse
Le tableau, une huile sur toile de 220 cm de hauteur sur 140 cm de largeur, est une représentation par Luigi Russolo en 1911 de la vision futuriste d'un pianiste et de son public. On devine les multiples mains du musicien rendues visibles par un procédé d'analyse de l'image. Il est conservé dans l'Estorick Collection of Modern Italian Art de Londres au Royaume-Uni.